# Köpings fögderi
Köpings fögderi avsåg den lokala skattemyndighetens verksamhetsområde i nuvarande Köpings, Arboga och Kungsörs kommuner mellan åren 1946 och 1991. Efter detta år omorganiserades skatteväsendet och fögderierna ersattes av en skattemyndighet för varje län – i detta fall den för Västmanlands län. År 2004 gick verksamheten upp i det nybildade Skatteverket.
Köpings fögderi föregicks av ett tidigare fögderi, vilket sedermera även delvis hamnade under Västerås fögderi samt av en socken från det blivande Örebro fögderi. 
- Kungsörs fögderi (1720–1946)